# Paso de Misaka

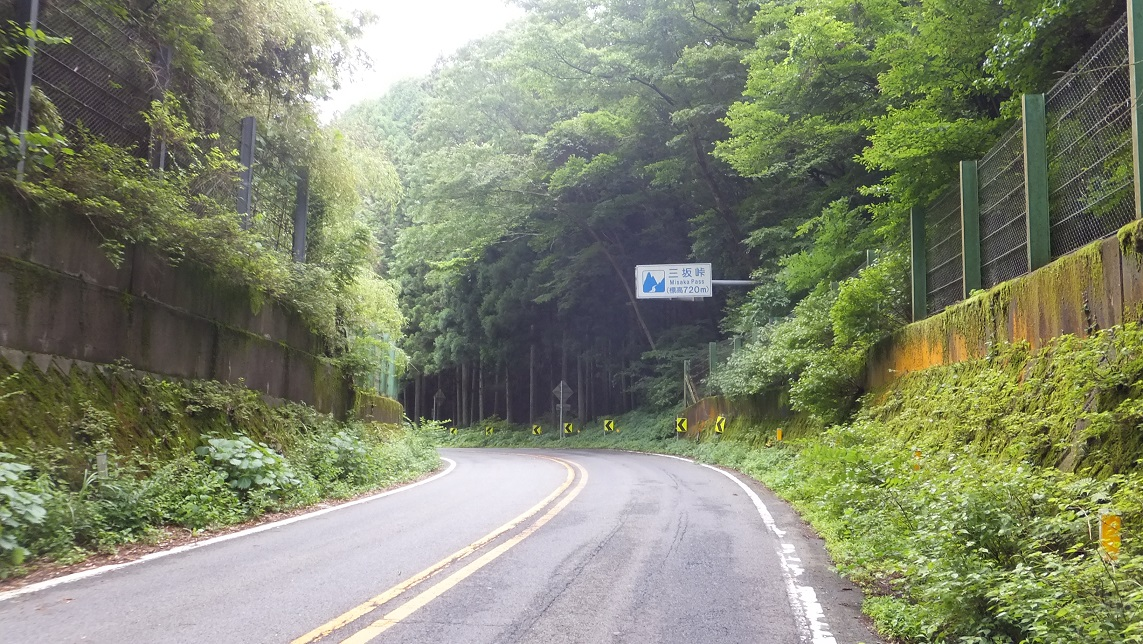
Paso de Misaka

El Paso de Misaka (三坂峠 Misaka-tōge?) es un paso de montaña que se encuentra en el límite entre la Ciudad de Matsuyama y el Pueblo de Kumakogen del Distrito de Kamiukena. 

## Características
La altura máxima es de 720 m s. n. m., y es parte de la línea divisoria de la cuenca de los ríos Misaka (三坂川 Misaka-gawa?) (afluente del río Shigenobu que desemboca en el mar Interior de Seto) al norte, y el Kuma (久万川 Kuma-gawa?) (afluente del río Niyodo que desemboca en el océano Pacífico) al sur.

## Rutas

### Ruta actual
Es una zona de pendientes pronunciadas, y debido a que la Ruta Nacional 33 se construyó mejorando el Camino de Tosa (土佐街道 Tosa-kaidō?) para permitir la circulación de automóviles, cuenta con varias curvas cerradas a lo largo de su trayecto. La inclinación máxima alcanza el 8%. Es un trayecto de singular belleza, en el que durante el período invernal se produce el congelamiento de la ruta e incluso acumulación de nieve.

### Ruta futura
En la actualidad, con el objetivo de mejorar las condiciones de circulación entre las ciudades de Matsuyama y Kochi, se está construyendo un túnel que será parte de la futura Ruta Misaka (三坂道路 Misaka-dōro?). La Ruta Misaka se extenderá desde el distrito Higashi Myojin (東明神 Higashi Myōjin?) del Pueblo de Kumakogen hasta el distrito Kutanimachi (久谷町?) de la Ciudad de Matsuyama, con un recorrido total de 7,6 km (lo que permitirá reducir el tiempo de tránsito del trayecto a menos de la mitad). La inclinación máxima será del 4% y la altura máxima de ascenso se reducirá hasta los 610 m s. n. m. Esto reducirá considerablemente las restricciones a la circulación de la Ruta Nacional 33 en períodos invernales.

## Centro turístico
Viéndolo desde la Ciudad de Matsuyama, la ruta asciende vertiginosamente una pendiente, por lo que desde el paso se puede apreciar gran parte de la Llanura de Dogo. Hacia el sur se encuentra el Pueblo de Kumakogen.